# Willinkapis perornata
Willinkapis perornata is een vliesvleugelig insect uit de familie Colletidae. De wetenschappelijke naam van de soort is voor het eerst geldig gepubliceerd in 1969 door Moure.